# Скотт Моїр
Скотт Моїр (або Мойр; англ. Scott Moir; *2 вересня 1987, Лондон, Онтаріо, Канада) — канадський фігурист, що виступає у танцях на льоду в парі з Тессою Верчу, триразовий олімпійський чемпіон.  
Вони — чемпіони світу з фігурного катання серед юніорів 2006 року, триразові чемпіони Канади (2008—10 роки, поспіль), срібні (2008) і бронзові (2009) медалісти Чемпіонатів світу з фігурного катання, переможці Чемпіонату Чотирьох Континентів 2008 року, а також срібні призери Фіналу Гран-Прі сезону 2009/2010.
У лютому 2010 року в складі Олімпійської Збірної Канади беруть участь у олімпійському турнірі танцювальних пар на XXI Зимовій Олімпіаді (Ванкувер, Канада, 2010).

## Спортивні досягнення

### після 2009 року
| Сезон/Змагання                         | 2009/2010 |
| -------------------------------------- | --------- |
| Зимові Олімпійські ігри                |           |
| Чемпіонат Канади з фігурного катання   | 1         |
| Фінал Гран-Прі                         | 2         |
| Етапи Гран-Прі: «Skate Canada»         | 1         |
| Етапи Гран-Прі: «Trophee Eric Bompard» | 1         |

### до 2009 року
| Сезони/Змагання                                     | 2002/2003 | 2003/2004 | 2004/2005 | 2005/2006 | 2006/2007 | 2007/2008 | 2008/2009 |
| --------------------------------------------------- | --------- | --------- | --------- | --------- | --------- | --------- | --------- |
| Чемпіонати світу з фігурного катання                |           |           |           |           | 6         | 2         | 3         |
| Чемпіонати Чотирьох Континентів з фігурного катання |           |           |           | 3         | 3         | 1         | 2         |
| Чемпіонати світу з фігурного катання серед юніорів  |           | 11        | 2         | 1         |           |           |           |
| Чемпіонати Канади з фігурного катання               | 7J.       | 1J.       | 4         | 3         | 2         | 1         | 1         |
| Фінали Гран-Прі                                     |           |           |           |           |           | 4         |           |
| Етапи Гран-Прі: «Skate Canada»                      |           |           |           |           | 2         | 1         |           |
| Етапи Гран-Прі: «NHK Trophy»                        |           |           |           |           |           | 2         |           |
| Етапи Гран-Прі: «Trophee Eric Bompard»              |           |           |           |           | 4         |           |           |
| Командний Чемпіонат світу з фігурного катання       |           |           |           |           |           |           | 2/2*      |

J. — юніорський рівень
- * — місце в особистому заліку / командне місце